# Trapania melaina
Trapania melaina is een slakkensoort uit de familie van de Goniodorididae. De wetenschappelijke naam van de soort is voor het eerst geldig gepubliceerd in 2008 door Gosliner & Fahey.